# تثبيت المتممة
 اختبار تثبيت المتممة هو اختبار مناعي طبي يمكن استخدامه للكشف عن وجود جسم مضاد محدد أو مستضد محدد في مصل المريض، وذلك استنادًا إلى ما إذا كان تثبيت المتتمة يحدث أم لا. وقد استخدم على نطاق واسع لتشخيص العدوى، لا سيما مع الميكروبات التي لا يمكن اكتشافها بسهولة من خلال طرق الزراعة، والأمراض الروماتيزمية. ومع ذلك، في مختبرات التشخيص السريري تم استبدالها إلى حد كبير من قبل الطرق المصلية الأخرى مثل مقايسة امتصاصية مناعية للإنزيم المرتبط وطرق الكشف عن مسببات الأمراض على أساس الحمض النووي، وخاصة تفاعل البوليميراز المتسلسل.

## سير المعالجة
```
نظام المتممة
 هو نظام من البروتينات الموجودة في المصل التي تتفاعل مع فيها الجسم المضاد والمستضد بشكل معقد. إذا حدث هذا التفاعل على سطح الخلية، فإنه سيؤدي إلى تشكيل مسام وثقوب عبر الغشاء وبالتالي تدمير الخلية. الخطوات الأساسية لاختبار تثبيت المتممة هي كما يلي:
[
1
]
```

•يتم فصل المصل من المريض.
•المرضى بشكل طبيعي لديهم مستويات مختلفة من البروتينات المتممة في مصلهم. لإبطال أي تأثيرات قد تكون موجودة على الاختبار، يجب تدمير البروتينات المتممة في مصل المريض واستبدالها بكمية معروفة من البروتينات التكميلية المعيارية.
•يتم تسخين المصل بطريقة يتم فيها تدمير كل البروتينات المكتملة - ولكن لا توجد أيا من الأجسام المضادة - داخلها. (وهذا ممكن لأن البروتينات المتممة هي أكثر عرضة للتدمير بالحرارة من الأجسام المضادة).
•تضاف كمية معروفة من البروتينات المتممة القياسية إلى المصل. (يتم الحصول على هذه البروتينات بشكل متكرر من مصل خنزير غينيا).
•يضاف مستضد الفائدة إلى المصل.
يتم إضافة خلايا الدم الحمراء الأغنام (sRBCs)  والتي تم ربطها مسبقًا بالأجسام المضادة لـ sRBC إلى المصل. يعتبر الاختبار سلبيًا إذا تحول المحلول الوردي في هذه المرحلة وإيجابيًا بخلاف ذلك.
إذا كان مصل المريض يحتوي على أجسام مضادة ضد المستضد ذي الأهمية، فسوف ترتبط بالمستضد في الخطوة 3 لتشكيل معقدات الأجسام المضادة للمستضدات. سوف تتفاعل البروتينات المكتملة مع هذه المجمعات وتستنزف. وهكذا عندما يتم إضافة معقدات sRBC-جسم مضاد في الخطوة 4، لن يكون هناك أي مكمل في المصل. ومع ذلك، في حالة عدم وجود أضداد ضد مستضد من الفائدة، لن يتم استنفاد المكمل وسوف يتفاعل مع معقدات sRBC-جسم مضاد المضافة في الخطوة 4، ويزيل sRBCs ويسكب محتوياتها في المحلول، وبالتالي يحل محل الوردي.

## اختبار للمستضد
في حين أن اكتشاف الأجسام المضادة هو الشكل الأكثر شيوعًا للاختبار، فمن الممكن أيضًا اختبار وجود المستضد. في هذه الحالة، يتم استكمال مصل المريض بأجسام مضادة محددة للحث على تكوين المركبات المعقدة. ويتم إضافة البروتينات المتتمة والمؤشر sRBC كما كان من قبل.

## اختبار شبيه الكمية
يمكن إجراء الاختبار الكمي عن طريق إعداد سلسلة من التخفيفات في مصل المريض وتحديد عامل التخفيف الأعلى الذي سيحقق اختبار CF إيجابي. هذا عامل التخفيف يتوافق مع العيار.

## روابط خارجية
- Complement+Fixation+Tests في المكتبة الوطنية الأمريكية للطب نظام فهرسة المواضيع الطبية (MeSH).

- http://medmicro.atwebpages.com/cfix.htm نسخة محفوظة 1 مارس 2020 على موقع واي باك مشين.
- http://www.dshs.state.tx.us/LAB/serology_cf.shtm
- Video animation and explanation